# Hierodula timorensis
Hierodula timorensis är en bönsyrseart som beskrevs av De Haan 1842. Hierodula timorensis ingår i släktet Hierodula och familjen Mantidae. Inga underarter finns listade i Catalogue of Life.